# Stylophora mamillata
Espèce
Statut CITES
Stylophora mamillata est une espèce de coraux appartenant à la famille des Pocilloporidae.